# Lobi Traoré
Pour les articles homonymes, voir Lobi et Traoré.
Bourama Traoré, dit Lobi Traoré, né en 1961 à Bakaridianna  (Mali, à 20 km de Ségou) et mort le 1er juin 2010 à Bamako, est un musicien chanteur de blues malien. Sa musique est qualifiée de « blues Bambara ».

## Biographie
Lobi Traoré, qui appartient à l’ethnie bambara, adhère à l’adolescence au Komo, société secrète traditionnelle.
Âgé de 16 ans, Lobi Traoré entre dans un orchestre folklorique en tant que chanteur du répertoire bambara, d’abord à Ségou puis à Bamako. Il intègre ensuite le Djata Band, un orchestre créé par Zani Diabaté avant de commencer dans les années 1980 une carrière solo qui l’emmène en tournée en Afrique, en Europe et au Canada.
Lobi Traoré a su lier des instruments traditionnels (la kora, le djembé, la calebasse et le n’goni) à la guitare électrique.
Lobi Traoré a joué avec l’harmoniciste français Vincent Bucher.
Il est mort le 1er juin 2010 à Bamako de suite d'une courte maladie.il repose au cimetière de Kalabankoro au sud de Bamako

## Discographie
- 1992 : Bambara blues
- 1994 : Bamako
- 1996 : Ségou
- 1999 : Duga
- 2004 : Mali Blue
- 2005 : The Lobi Traoré Group
- 2010 : Rainy Season Blues
- 2014 : Bamako Nights : live at Bar Bozo, Bwati Kono